# Waiting for the Sun
Waiting for the Sun (укр. Очікуючи сонця) — третій студійний альбом американського рок-гурту The Doors, що вийшов 1968 року. Став першим альбомом The Doors № 1. Сингл Hello, I Love You (укр. Привіт, я тебе кохаю) також став першим синглом гурту, що очолів хіт-парад США.

## Список композицій
Автор музики і слів The Doors. 
| Сторона А | Сторона А                | Сторона А  |
| #         | Назва                    | Тривалість |
| --------- | ------------------------ | ---------- |
| 1.        | «Hello, I Love You»      | 2:14       |
| 2.        | «Love Street»            | 2:53       |
| 3.        | «Not to Touch the Earth» | 3:56       |
| 4.        | «Summer's Almost Gone»   | 3:22       |
| 5.        | «Wintertime Love»        | 1:54       |
| 6.        | «The Unknown Soldier»    | 3:23       |

| Сторона Б | Сторона Б                      | Сторона Б  |
| #         | Назва                          | Тривалість |
| --------- | ------------------------------ | ---------- |
| 7.        | «Spanish Caravan»              | 3:03       |
| 8.        | «My Wild Love»                 | 3:01       |
| 9.        | «We Could Be So Good Together» | 2:26       |
| 10.       | «Yes, the River Knows»         | 2:36       |
| 11.       | «Five to One»                  | 4:26       |

## Учасники запису
- Джим Моррісон — вокал
- Рей Манзарек — клавішні
- Джон Дензмор — барабани
- Роббі Крігер — соло- й ритм-гітара